# Adolfo Bacci
Adolfo Bacci (Firenze, 27 maggio 1856 – Firenze, 9 maggio 1897) è stato un pittore italiano.

## Biografia
Figlio del pittore macchiaiolo Carlo, si è formato all'Accademia di Belle Arti di Firenze nell'ambito dei pittori post macchiaioli. Grazie ad una borsa di studio, ha studiato a Roma fino al 1880, quando ha fatto ritorno a Firenze. In sintonia con l'arte del Naturalismo toscano, affrescò per Rosa Vercellana, contessa di Mirafiori, il Castello neogotico del borgo di Salci a Città della Pieve. Ebbe contatti con i mercanti d'arte e fotografi Goupil & Cie di Parigi che avevano sedi distaccate in città europee ed extraeuropee. Molte opere di Adolfo Bacci si trovano infatti in collezioni sudamericane. Suo figlio Baccio Maria Bacci è stato pittore.

### Opere
- La giovane musicista, olio su tela
- La dettatura, olio su tela